# Northrop N-102 Fang
Northrop N-102 Fang – niezrealizowany, amerykański projekt samolotu firmy Northrop Corporation, mający być tanią w eksploatacji alternatywą dla istniejących i projektowanych samolotów myśliwskich, w tym też maszyn tzw. serii wieku.

## Historia
Lata 50. XX wieku to okres, w którym konstruktorom samolotów myśliwskich w Stanach Zjednoczonych przyświecała idea „szybciej i wyżej”. Konsekwencją owej idei było powstanie konstrukcji o znacznym stopniu skomplikowania, a tym samym będących drogimi i trudnymi w eksploatacji. W 1952 roku odpowiedzialny za prace projektowe wiceprezes firmy Northrop, Edgar Schmued, zapoczątkował prace nad projektem nowego samolotu myśliwskiego. Konstrukcja miała się przede wszystkim charakteryzować prostotą i niskimi kosztami eksploatacji. Duża manewrowość i szybkość maksymalna rzędu Ma=1,5 miała umożliwić maszynie nawiązanie równorzędnej walki z istniejącymi już, bardziej zaawansowanymi technicznie konstrukcjami. Dzięki niskim kosztom użytkowania, samolot mógłby zostać wykorzystany do przeszkalania pilotów przed ich przejściem na bardziej zaawansowane maszyny. 
Prace projektowe ruszyły w 1952 roku, a zespołowi inżynierów odpowiedzialnych za projekt przewodził Welko Gasich. Zaprojektowano samolot w układzie grzbietopłata, ze skrzydłami typu delta o ujemnym wzniosie, pracującym poszyciu i płytowym usterzeniu poziomym. Wlot powietrza do silnika zaprojektowano w formie tunelu umieszczonego pod kadłubem maszyny, podobnie jak to ma miejsce w samolocie General Dynamics F-16 Fighting Falcon. Podwozie miało być chowane, trójzespołowe z przednim podparciem. Problemem mogła być długość goleni podwozia, z uwagi na umieszczenie pod kadłubem wlotu powietrza do silnika, jednak pozostano przy takim rozwiązaniu decydując się na zapewnienie w ten sposób większej bazy podwozia, a tym samym większej stabilności całej konstrukcji na ziemi. W celu ułatwienia i uproszczenia eksploatacji samolotu zaprojektowano jeden, centralny wlew paliwa. Wszystkie systemy i układy samolotu wymagające częstego serwisowania i obsługi miały być łatwo dostępne dla personelu obsługi technicznej. Do napędu maszyny został wstępnie wybrany Silnik turboodrzutowy General Electric J79 z dopalaczem. Jako alternatywę dla J79 mógł być zastosowany Pratt & Whitney J57 lub Wright J65. Niewielka masa N-102 plus silnik o dużych osiągach miał umożliwić maszynie osiągnięcie prędkości maksymalnej rzędu Ma=2 i pułapu około 18 000 metrów. Projektowano również wersję dwumiejscową z kabiną w układzie tandem i wydłużonym kadłubie.
Uzbrojenie strzeleckie samolotu miało stanowić działko M61 Vulcan kalibru 20 mm umieszczone w dolnej części kadłuba pod kabiną pilota lub dwa jednolufowe działka kalibru 20 - 30 mm lub cztery karabiny maszynowe kalibru 12,7 mm. Uzbrojenie podwieszane miało być zabierane na sześciu podskrzydłowych węzłach, mogących przenosić kierowane pociski rakietowe powietrze - powietrze, niekierowane pociski rakietowe czy swobodnie spadające bomby. Maszyna miała mieć również możliwość podwieszania co najmniej dwóch zbiorników z paliwem. W dziobie samolotu miała znajdować się antena radaru.
W 1953 roku powstała pełnowymiarowa makieta samolotu N-102, ale dalsze prace zostały zakończone. Problemem był brak odpowiedniej jednostki napędowej. Brane pod uwagę silniki J79, J57 czy J65 miały pożądany przez konstruktorów ciąg, jednak charakteryzowały się zbyt dużą masą i zużyciem paliwa. Zastosowanie ich w N-102 zwiększyłoby masę i rozmiary samolotu oraz podniosłoby koszty jego eksploatacji, zaprzeczając tym samym idei, jaka przyświecała budowie samolotu – maszyny łatwej w obsłudze i taniej w eksploatacji. Sama koncepcja i praca, jaką inżynierowie Northropa włożyli w projekt nie została zaprzepaszczona, a zmaterializowała się w późniejszym samolocie Northrop F-5 Freedom Fighter.